# Helicosolenus solitarius
Helicosolenus solitarius är en mångfotingart som beskrevs av Carl Graf Attems 1950. Helicosolenus solitarius ingår i släktet Helicosolenus och familjen Spirostreptidae. Inga underarter finns listade i Catalogue of Life.